# Apodacra ceylonica
Apodacra ceylonica är en tvåvingeart som beskrevs av Yu. G. Verves 1979. Apodacra ceylonica ingår i släktet Apodacra och familjen köttflugor.
Artens utbredningsområde är Sri Lanka. Inga underarter finns listade i Catalogue of Life.